# Амбазон
Амбазон — антисептик для місцевого застосування.

## Фармакологічні властивості
Амбазон — синтетичний антисептик для місцевого застосування. Механізм дії препарату точно не встановлений. До амбазону чутливими є наступні збудники — стафілококи, стрептококи (у тому числі пневмококи), клебсієли, Stomatococcus spp., Pseudomonas aeruginosa, а також грибків Candida spp. Даних щодо всмоктування амбазону зі слизової оболонки ротової порожнини, а також щодо системного метаболізму препарату немає. Препарат не впливає на кишкову мікрофлору, а отже не спричиняє дисбіозу травного тракту.

## Показання до застосування
Амбазон застосовується для місцевого лікування інфекцій слизової оболонки порожнини рота і носоглотки (ґінґівіту, стоматиту, тонзилітів, фарингіту) та для профілактики інфекційних ускладнень після тонзилектомії й екстракції зубів.

## Побічна дія
При застосуванні амбазону зрідка спостерігаються побічні ефекти — набряк Квінке, кропив'янка, свербіж шкіри, гіперемія шкіри обличчя, висипання на шкірі.

## Протипоказання
Амбазон протипоказаний при підвищеній чутливості до препарату. З обережністю застосовується препарат при вагітності та годуванні грудьми. Амбазон не застосовується у дітей до 3 років.

## Форми випуску
Амбазон випускається у вигляді таблеток для розсмоктування в роті та пресованих льодяників по 0,01 г.